# Михас

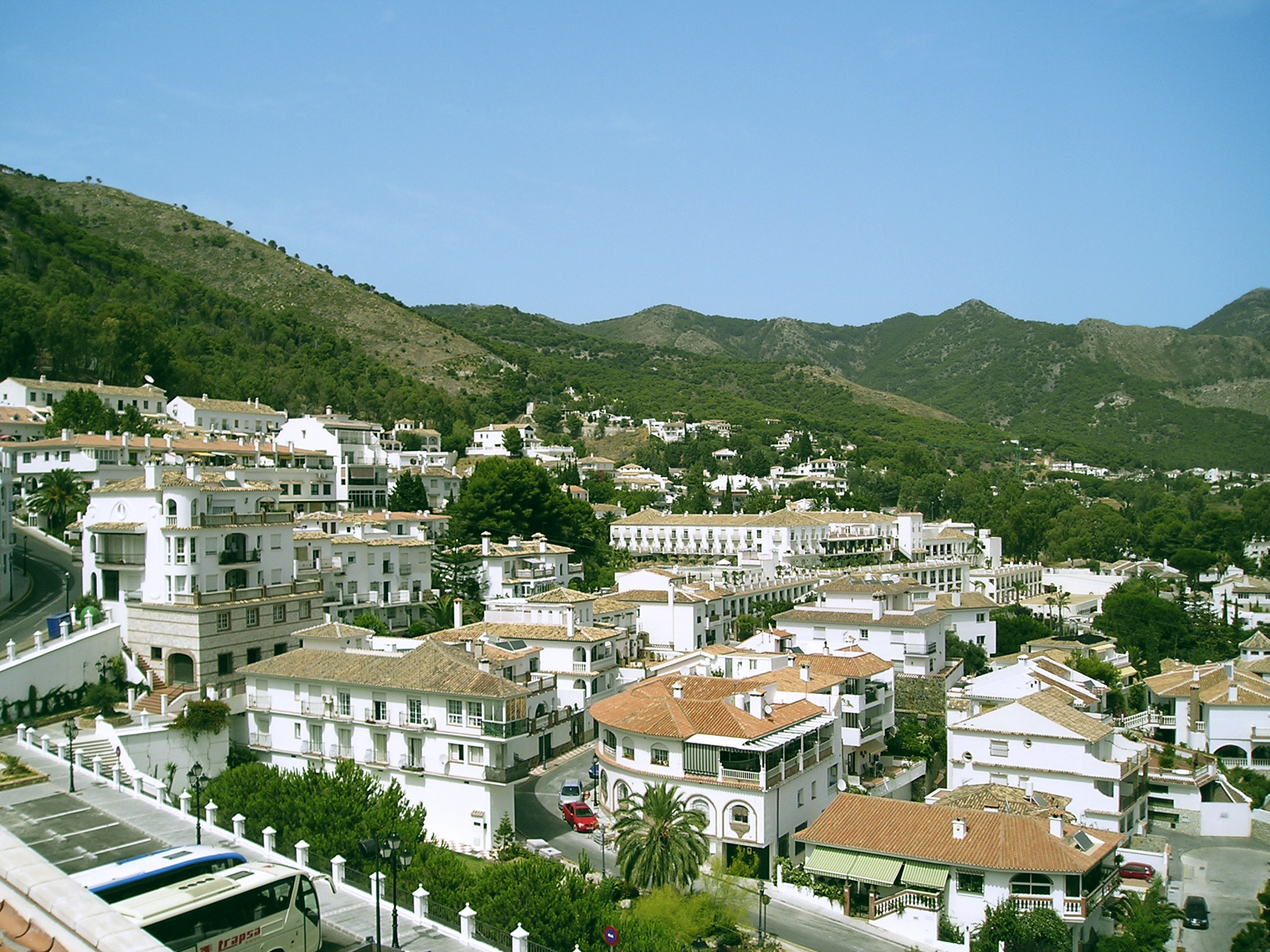
Вид на Михас

Ми́хас (исп. Mijas) — город и муниципалитет в Испании, входит в провинцию Малага, в составе автономного сообщества Андалусия. Муниципалитет находится в составе района (комарки) Коста-дель-Соль-Оксиденталь. Занимает площадь 148 км². Расстояние до административного центра провинции — 30 км.
Михас расположен в одноимённых горах, ограничивающих его прибрежную территорию на Коста-дель-Соль, южном средиземноморском побережье Пиренейского полуострова. Расстояние до столицы Испании Мадрида составляет 433 км, до Малаги, столицы андалусской провинции — 30 км на северо-восток. Михас граничит на западе с Марбельей и Охеном, на севере — с Коином, Алаурином-эль-Гранде и Алаурином-де-ла-Торре, а на востоке — с Бенальмаденой и Фуэнхиролой.
Михас ведёт свою историю с античных времён. До туристического бума, охватившего Испанию в 1950-е годы, Михас представлял собой небольшую деревню, жители которой занимались сельским хозяйством и рыбной ловлей. В настоящее время Михас является популярным туристическим центром на Коста-дель-Соль. Значительную часть населения Михаса составляют иностранные резиденты, преимущественно британцы.

## Население
| Год  | Численность | Численность   |
| ---- | ----------- | ------------- |
| 2001 | 44 741      | [ 2 ]         |
| 2002 | 47 565      | [ 3 ]         |
| 2004 | 52 573      | [ 4 ]         |
| 2005 | 56 838      | [ 5 ]         |
| 2006 | 61 147      | [ 6 ]         |
| 2007 | 64 288      | [ 7 ]         |
| 2008 | 70 437      | [ 8 ]         |
| 2009 | 73 787      | [ 9 ]         |
| 2010 | 76 362      | [ 10 ]        |
| 2011 | 79 262      | [ 11 ]        |
| 2012 | 82 124      | [ 12 ]        |
| 2013 | 85 600      | [ 13 ]        |
| 2014 | 77 521      | [ 14 ]        |
| 2015 | 79 483      | [ 15 ]        |
| 2016 | 77 769      | [ 16 ]        |
| 2017 | 77 151      | [ 17 ]        |
| 2018 | 80 630      | [ 18 ] [ 19 ] |
| 2019 | 82 742      | [ 20 ]        |
| 2020 | 85 397      | [ 21 ]        |
| 2021 | 86 744      | [ 22 ]        |
| 2022 | 89 502      | [ 23 ]        |
| 2023 | 91 691      | [ 24 ]        |
| 2024 | 93 302      | [ 1 ]         |